# .eu
.eu este domeniul de internet de nivel superior al Uniunii Europene.
Momentan este un domeniu în curs de tranziție, după un sistem avansat de protecție împotriva înregistrărilor abuzive pentru a permite organizațiilor și companiilor să își protejeze numele de domeniu. Mai nou, domeniul .eu se foloseste pentru participantii concursului european "Eurovision".

## Faze
Sistemul este bazat pe 2 faze de înregistrare:
- faza Sunrise: a început pe 7 decembrie 2005, iar în această perioadă domeniile .eu vor fi valabile numai organizațiilor sau companiilor cu drepturi prioritare. În acest sens, cerințele vor fi susținute prin documente de către aceștia. În principal este vorba de organizațiile și companiile ce dețin funcții publice în Uniunea Europeană, dețin drepturi asupra unui trademark, sau reprezintă o denumire geografică sau o altă denominare. Începând cu 7 februarie 2006, mai au drept prioritar și alte organizații sau companii ce au subiectul activității în țările ce fac parte din țările membre precum și denominări de orice tip aparținând țărilor membre.
- faza Land Rush: a început pe 7 aprilie 2006, iar din acest moment, domeniile .eu sunt valabile pentru înregistrare tuturor persoanelor juridice sau fizice. Cei ce nu și-au putut susține cererile de drept prioritar prin documentație au trebuit să aștepte până la începerea acestei faze.

## Înregistrare
Conform reglementării numărul 733/2002 din 22 aprilie 2002 a Parlamentului European și al Consiliului Europei, cu privire la implementarea domeniilor .eu de nivel superior, dreptul la înregistrarea unui domeniu .eu se acordă categoriilor de companii, organizații sau persoane fizice care:
- au biroul înregistrat, sediul central sau zona principală de desfășurare administrativă și comercială în cadrul Comunității Europene;
- organizații stabilite în cadrul Comunității Europene fără vreun prejudiciu legal la aplicarea legilor naționale;
- persoanele fizice rezidente în cadrul Comunității Europene.

Companiile sau organizațiile ce dețin un trademark înregistrat în Comunitatea Europeană, dar nu au sediul pe teritoriul acesteia, nu pot înregistra domenii .eu.

## Operator
Este operat de o organizație independentă, non-profit, denumită EURid - European Registry for Internet Domains, cu sediul în Bruxelles, Belgia. Organizația este împărțită pe patru zone de interes:
- Regiunea Centrală și sediul organizației: cu sediul în Brussels, Belgia (suportă țările Belgia, Franța, Olanda, Luxemburg, Germania și Austria)
- Regiunea Nordică: cu sediul în Stockholm, Suedia (suportă țările Suedia, Danemarca, Finlanda, Estonia, Letonia, Lituania, Regatul Unit și Irlanda)
- Regiunea Sudică: cu sediul în Pisa, Italia (suportă țările Italia, Spania, Portugalia, Grecia, Malta, Cipru și Slovenia)
- Regiunea Estică: cu sediul în Praga, Cehia (suportă țările Cehia,Slovacia, Ungaria și Polonia)

## Preț
Pentru primul an de activitate, prețul unui domeniu .eu este de 10 €. Acest preț este valabil prin achiziționarea domeniilor direct de la EURid de către registrari. Prețul final poate varia funcție de preferintețe acestora din urmă. După primul an de activitate, EURid urmărește diminuarea prețului de înregistrare al domeniilor la 5 €.
Conform cerințelor Comisiei Europene, reglementarea 874/2004 susține că numai acei registrari acreditați de către EURid pot oferi înregistrări pentru domeniile .eu (art. 4). Mai precis, acest lucru înseamnă că oferirea de înregistrări ca "reseller" (și anume un gen de subcontractor al unui registrar acreditat sau un intermediar ce nu este acreditat de către EURid), este complet exclusă. Pentru mai multă siguranță (și pentru a evita înregistrarea invalidă a unui domeniu .eu), se recomandă verificarea listei societăților acreditate de EURid.

## Lista companiilor
Companiile din România acreditate pentru înregistrarea domeniilor .eu conform EURid sunt:
- EURODOMENII Slatina
- SC Jump Network Services SRL Curtea de Argeș
- Extreme Solutions SRL

## Resurse
- ^Reglementarea nr. 733/2002 (document pdf)
- ^ Termenul de "registrar" este folosit în limba engleză și teoretic înseamnă "notar". În acest articol, din lipsă de un termen consacrat (și pentru a nu se confunda cu reseller, deseori folosit în limba română în acest sens), se referă la companiile acreditate să înregistreze domenii de internet.
- ^Reglementarea nr. 874/2004 (document pdf)
- ^Lista companiilor acreditate Arhivat în 17 februarie 2006, la Wayback Machine.